# مارينا كافازانا
مارينا كافازانا أستاذة مناعة الأطفال في مستشفى نيكر-إنفانتس مالاديس ومعهد إيماجين، بالإضافة إلى كونها أكاديمية في جامعة ديكارت بباريس. حصلت على جائزة إيرين جوليو-كوري في عام 2012 وانتُخبت في الأكاديمية الوطنية للطب في عام 2019.

## النشأة والتعليم
ولدت كافازانا في البندقية. كان والدها يعمل في السكك الحديدية وكانت والدتها معلمة. درست الطب في بادوفا، حيث التحقت بجامعة بادوفا. انتقلت إلى باريس، فحصلت على درجة الدكتوراه من جامعة باريس ديدرو، حيث درست زراعة نخاع العظم مع إيلين جلوكمان في مستشفى سانت لويس.

## الأبحاث والوظيفة
انضمت كافازانا إلى مستشفى نيكر إنفانتس مالادس في عام 1987، حيث عملت مع آلان فيشر وكلود جريتشيلي. تم تعيينها أستاذة في علم المناعة عام 1994. شغلت منصب مدير المعهد الوطني للبحوث الطبية (INSERM) عام 1994. عُيّنت عام 2003 رئيسةً لقسم أمراض الدم ومديرة العلاج الحيوي في مستشفى نيكر إنفانتس مالادس. أسست أول مركز للتحقيقات السريرية في هيئة المساعدة العامة - صندوق الاستشفاء الجامعي الذي يخدم مدينة باريس والمناطق المحيطة بها، وهو القسم الأكاديمي الفرنسي الوحيد المرخص له بإنتاج علاجات الخلايا والجينات.
تتناول أبحاثها نظام المناعة المكونة للدم والعلاج الجيني. فقد صممت تجارب إكلينيكية تعتمد على ناقلات الفيروس البطيء في العلاج الجيني، وكانت رائدة في استخدام العلاج الجيني بالخلايا الجذعية المكونة للدم في المناعة الجينية واضطرابات تكوين الدم. في عام 2002 بدأت كافازانا العمل مع فيليب ليبولش في محاولة لتطوير بروتوكولات سريرية لعلاج فقر الدم. كانت كافازانا أول طبيبة تعالج بنجاح صبيًا مصابًا بمرض فقر الدم المنجلي، وهو شكل حاد من فقر الدم الوراثي المزمن. مرض فقر الدم المنجلي هو اضطراب في الدم ينتج عن خلل في خلايا الدم الحمراء. يحدث بسبب طفرة في جين HBB، وينتج عنه تشوه يشبه المنجل في خلايا الدم الحمراء؛ وهو الاضطراب الوراثي الأكثر شيوعًا في فرنسا. تم إجراء أول مسار للعلاج الجيني للأولاد الصغار المصابين بنقص المناعة الشديد المرتبط بالكروموسوم X من قبل كافازانا بالتعاون مع بلوبيرد بيو في عام 2000. عندما ثبت أن اثنين من الأولاد قد أصيبا بسرطان الدم من العلاج الجيني، نسقت كافازانا الجهود الطبية لعلماء الأحياء وعلماء الفيروسات والأطباء والمنظمين لتطوير علاجات طبية جديدة. في عام 2010 أجرت العلاج الجيني لطفل مصاب بالثلاسيميا بيتا. غالبًا ما يصاب الأطفال الذين يولدون بالثلاسيميا الكبرى بفقر الدم خلال سنوات حياتهم الأولى. واصلت كافازانا تقديم العلاج الجيني لمرضى الخلايا المنجلية في عام 2014 وأول مريض مصاب بمتلازمة ويسكوت ألدريتش. متلازمة ويسكوت ألدريتش هي عوز مناعي مرتبط بقلة الصفيحات الدقيقة. استعاد الطفل المصاب بمرض الخلايا المنجلية النمط الظاهري السريري والبيولوجي خلال ستة أشهر من العلاج الجيني.
في عام 2017 ، شاركت كافازانا في إعادة كتابة قوانين أخلاقيات البيولوجيا الفرنسية، ولا سيما قانون 2011-814. يشترط القانون إبلاغ أفراد الأسرة المقربين عندما يكون الأفراد معرضين لخطر الإصابة بمرض منقول وراثيًا.

## الجوائز والتكريم
- 2006: جائزة البحث السريري والعلاجي[15]
- 2012:جائزة إيرين جوليو كوري للمرأة الجامعية للعام[16]
- 2016: جائزة الأكاديمية الوطنية للطب[17]
- 2017: جائزة مؤسسة البحوث الطبية مؤسسة Guillaume-Piel[18]
- 2017: محاضرة الجمعية الأمريكية لأمراض الدم وجائزة إرنست بوتلر في العلوم السريرية[19]
- 2019: الدكتوراه الفخرية من جامعة زيورخ[20]
- 2019: انتخب في الأكاديمية الوطنية للطب[21]